# Entomacrodus longicirrus
Entomacrodus longicirrus is een straalvinnige vissensoort uit de familie van de naakte slijmvissen (Blenniidae). De wetenschappelijke naam van de soort is voor het eerst geldig gepubliceerd in 1967 door Springer.